# Centrolepis humillima
Centrolepis humillima är en gräsväxtart som beskrevs av Ferdinand von Mueller och George Bentham. Centrolepis humillima ingår i släktet Centrolepis och familjen Centrolepidaceae. Inga underarter finns listade i Catalogue of Life.